# Fleckenkirche St. Nicolai

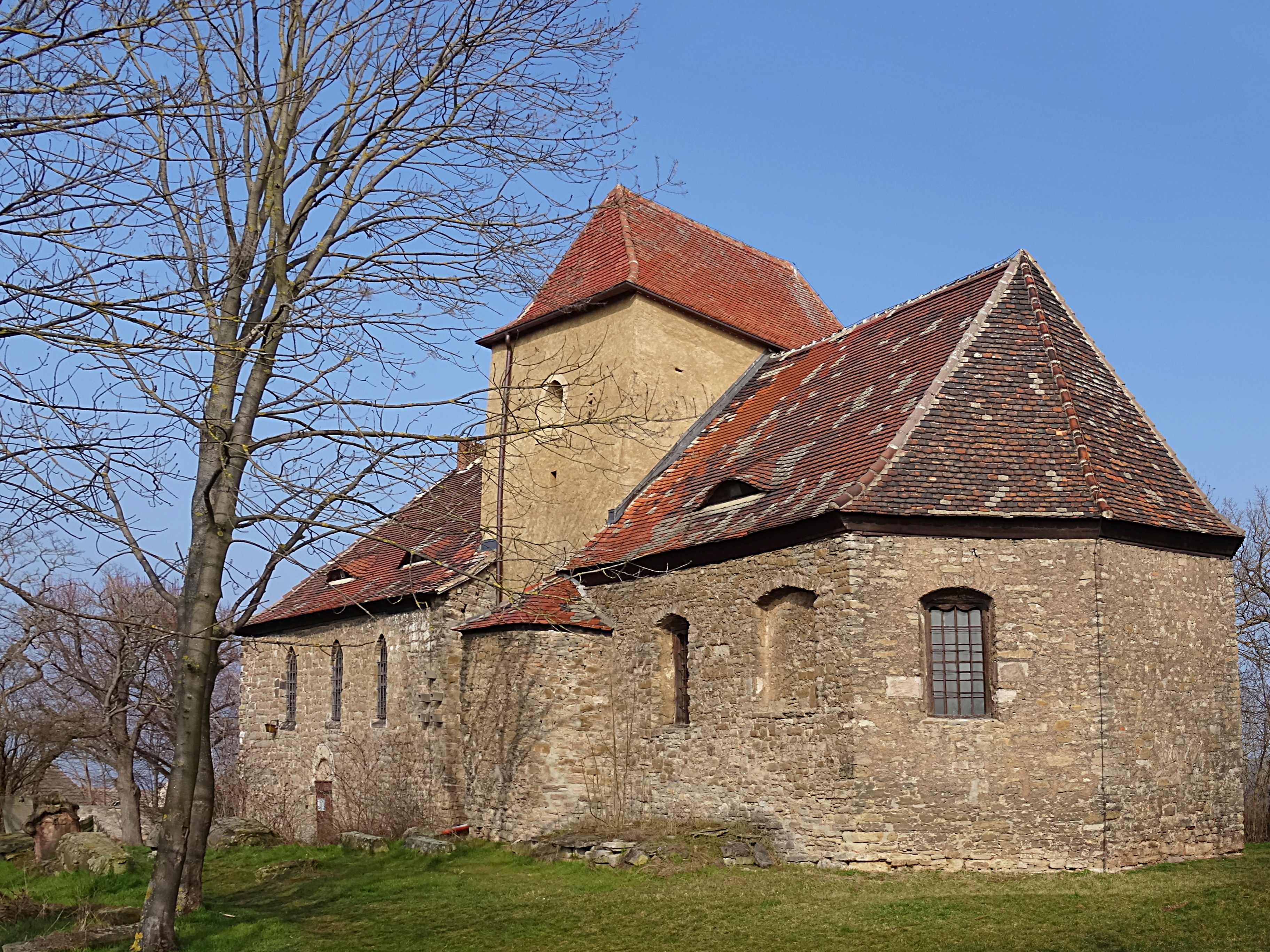
St. Nicolai von Südosten

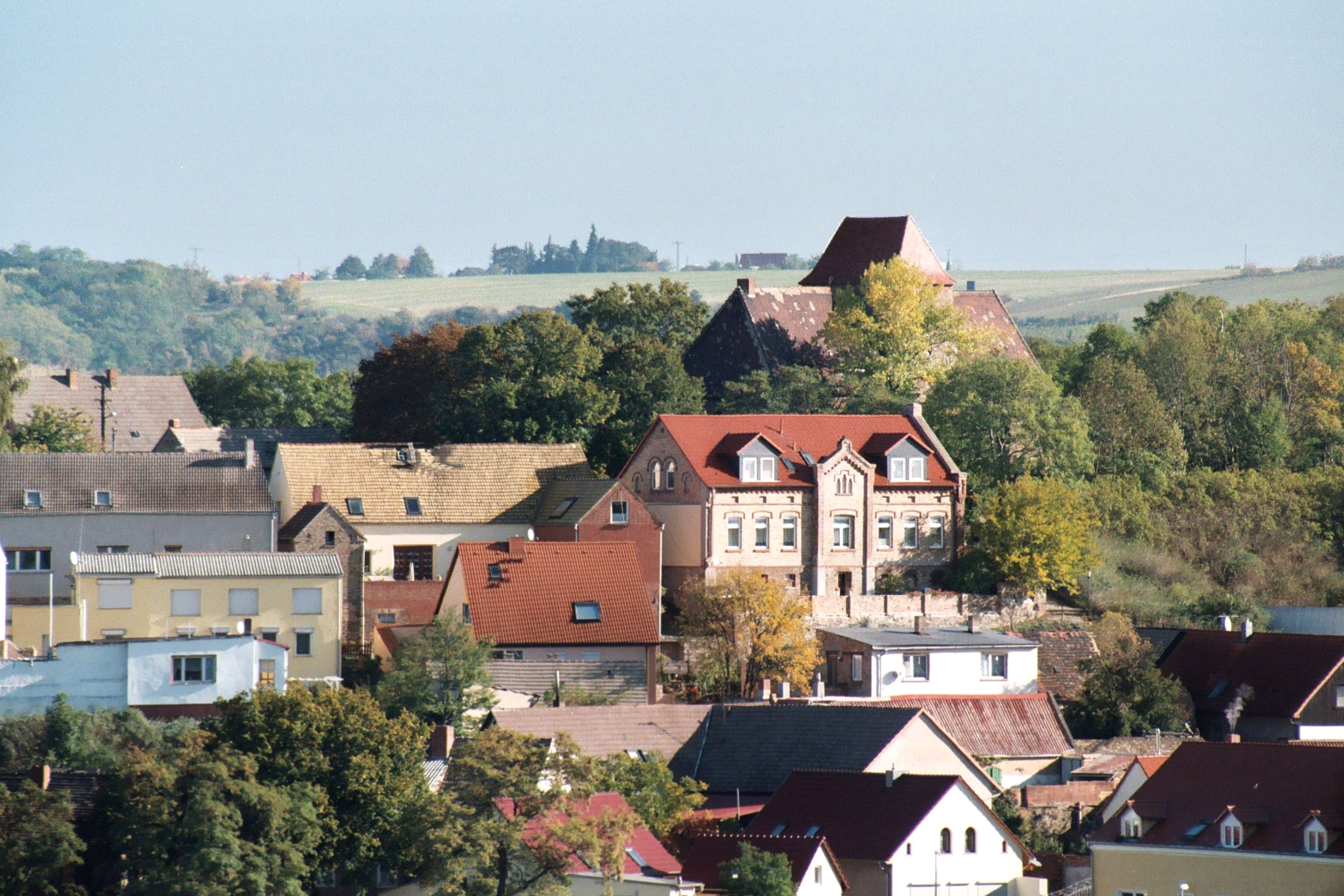
St. Nicolai umgeben von einem Baumkranz am Ortsrand von Seeburg

Die Fleckenkirche St. Nicolai in Seeburg (Mansfelder Land) ist eines von ehemals vier Kirchengebäuden in dem ehemaligen Flecken Seeburg, der heute als Ortsteil zur Gemeinde Seegebiet Mansfelder Land gehört. Die Kirchengemeinde Seeburg ist Teil des Pfarrbereichs St. Annen/Eisleben im Kirchenkreis Eisleben-Sömmerda der Evangelischen Kirche in Mitteldeutschland. Die Kirche ist dem heiligen Nikolaus von Myra geweiht.

## Baubeschreibung
Die evangelisch-lutherische Fleckenkirche St. Nicolai liegt unscheinbar in der ehemaligen Vorburg von Schloss Seeburg (Hassegau) im Norden des Ortes Seeburg auf dem Schlossberg. Sie ist im Kern ein Bau aus Bruchkalkstein und romanischen Ursprungs. Sie entstand um 1180, indem ein breiteres romanisches Kirchenschiff zunächst um einen Ostturm ergänzt wurde. An die so entstandenen Chorturmkirche wurde wiederum im Osten ein spätgotischer Kastenchor mit dreiseitigem Schluss angebaut. Zur Zeit des ersten Baus gründete Erzbischof Wichmann von Seeburg 1184 das kurzzeitige Augustiner-Chorherrenstift St. Moritz in Seeburg. Ein romanisches Portal befindet sich noch an der Südseite der Nicolaikirche; sein Tympanon mit griechischem Kreuz ist stark beschädigt. 
Das Bauwerk wurde im Laufe der Jahrhunderte mehrfach überarbeitet, so in der Zeit des Spätbarock sowie 1852 im Stil der Neugotik. Dabei wurden die Rundbogenfenster im Kirchenschiff in spitzbogige Fenster umgebaut.
2017 fanden erste Sicherungsarbeiten am Mauerwerk des Kirchturms und den Gewölben der Seitenkapellen statt. Diese dienen der Vorbereitung der Trockenlegung der Kirche.

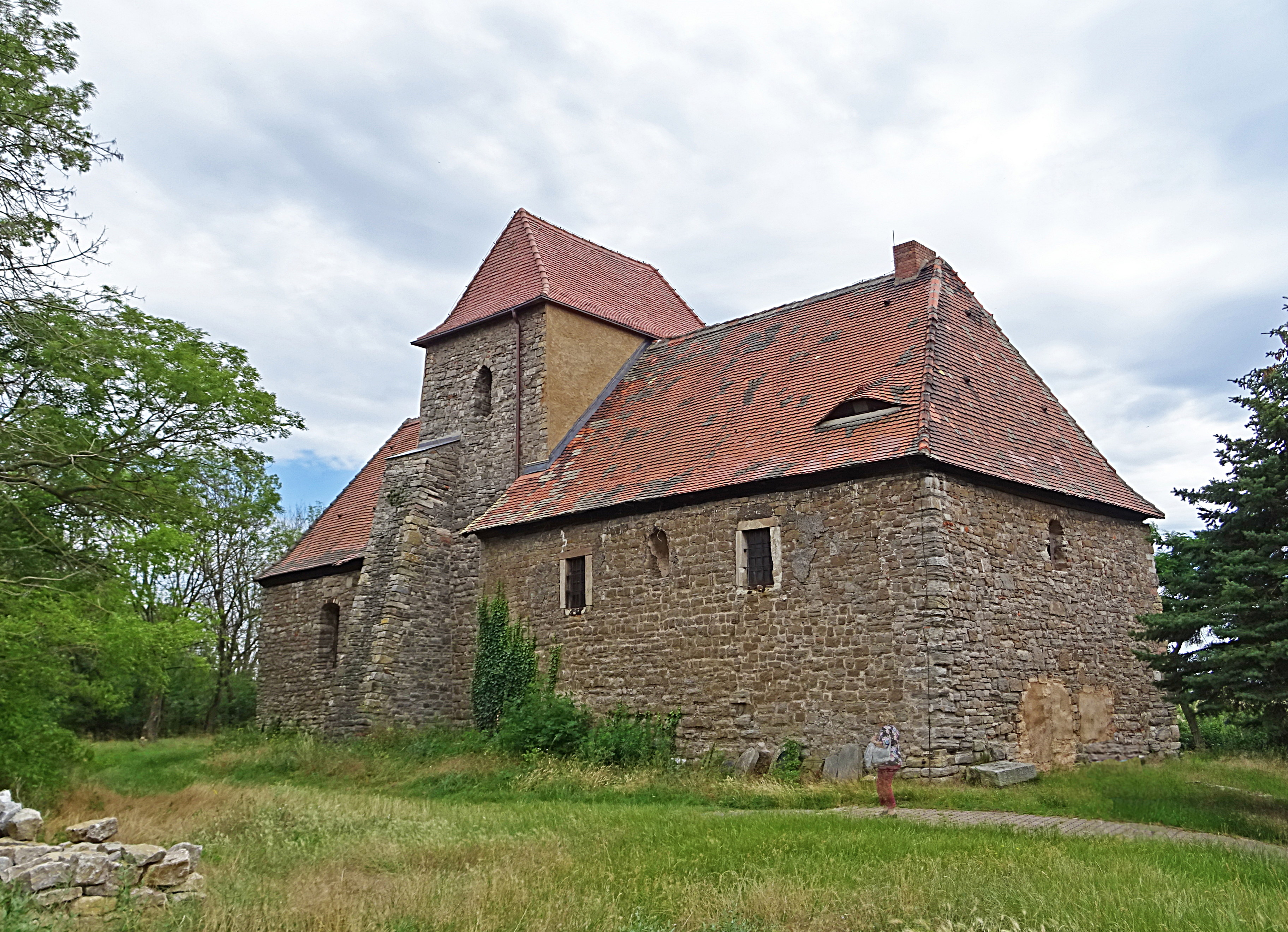
Ansicht von Nordwesten
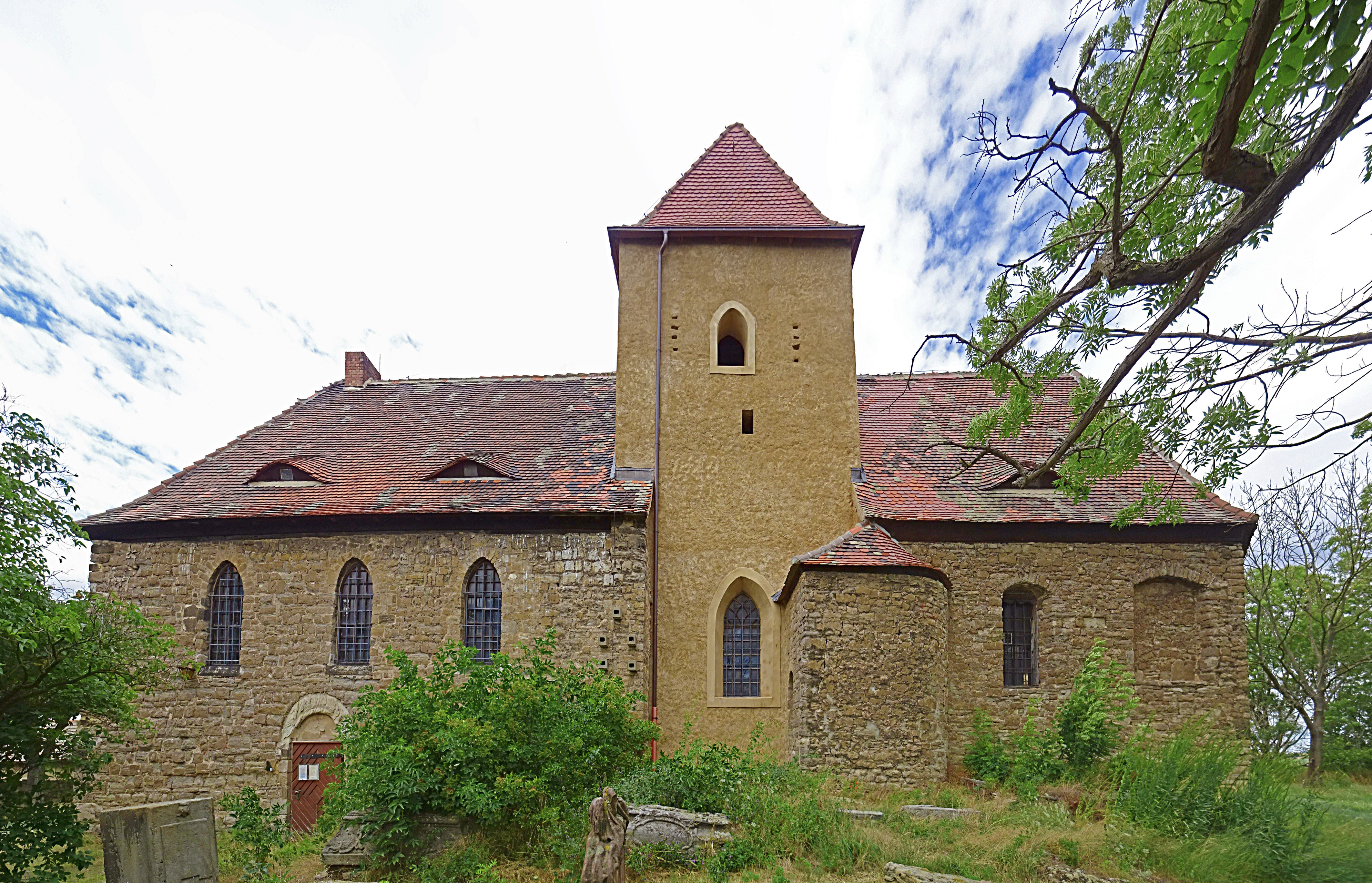
Ansicht von Süden mit romanischem Portal und barocken Sarkophagen

## Ausstattung
Die Ausstattung der Kirche ist durch die Renaissance und das Barock geprägt. Der Innenraum weist eine Hufeisenempore unter einer flachen Balkendecke auf. Der Flügelaltar wird einer Werkstatt im Umkreis Cranachs zugeschrieben. Er thematisiert das Martyrium der hl. Agnes.
Die Sandsteinepitaphien der Kirche im Stil der Renaissance stammen aus der Zeit der Übernahme der Herrschaft Seeburg 1575 durch Kuno (von) Hahn aus der uradlige Familie Hahn auf Basedow in Mecklenburg, der viele seiner 22 Kinder überlebte. Der hier dann bis 1780 ansässige Zweig der Hahns nutzte zwei Gruftkapellen dieser Kirche als Grablege für die Familie. Dies erklärt den Ursprung der barocken Sandsteinsarkophage, die heute auf dem Kirchhof abgestellt und der Verwitterung ausgesetzt sind. 
Die ältere Grablege war eine große, gewölbte, unterirdische Gruft im Chorraum vor dem Altar, die Werner Hahn († 30. März 1634) bauen ließ. Er wurde hier als Erster beigesetzt; nach ihm sind hier die Leichen der Familie Hahn etwa 1700 beigesetzt worden. Im 19. Jahrhundert befanden sich hier 15 große und zwei Kindersärge. 
Die jüngere Gruft befand sich als oberirdischer Anbau an der Nordseite des Kirchenschiffes, der Eingangspforte gegenüber. Hier standen vier große Särge und ein Kindersarg aus der ersten Hälfte des 18. Jahrhunderts. Darunter war der Sarg des Ludwig Stats von Hahn († 1730). Seine mumifizierte Leiche galt im 19. Jahrhundert als Sehenswürdigkeit.
Die Epitaphien und Grabdenkmäler können über ihre Inschriften und Ahnenproben genauso wie andere Hahnsche Epitaphien dieser Zeit in der Dorfkirche Basedow oder für Georg (von) Hahn in St. Gotthardt in Brandenburg an der Havel zugeordnet werden:
- Epitaph durch den Bildhauer Zacharias Bogenkrantz zur Erinnerung an zwei Söhne des neuen Besitzers von Seeburg, Kuno Paris Hahn († 1578) und seinen kleinen Halbbruder Kuno Georg Paris Hahn († 1580). Der erstere wurde von einem Mitarbeiter des Nachbarn von Mandelsloh bei jagdlichen Revierstreitigkeiten erschossen und der kleinere ertrank 1580 der Überlieferung nach wegen Fahrlässigkeit der Amme in der Braupfanne des Brauhauses von Schloss Seeburg.
- Epitaph eines Grafen von Hahn vom Anfang 17. Jahrhunderts
- Grabdenkmal Friedrich von Trotha († 1576)

Die Orgel der Kirche wurde 1991 saniert. Die drei Glocken des Geläuts stammen aus dem 12. und dem 15. Jahrhundert.

## Sonstiges
Martin Luther predigte am Ostermontag, dem 17. April 1525, in dieser Kirche.